# Nouvel impérialisme

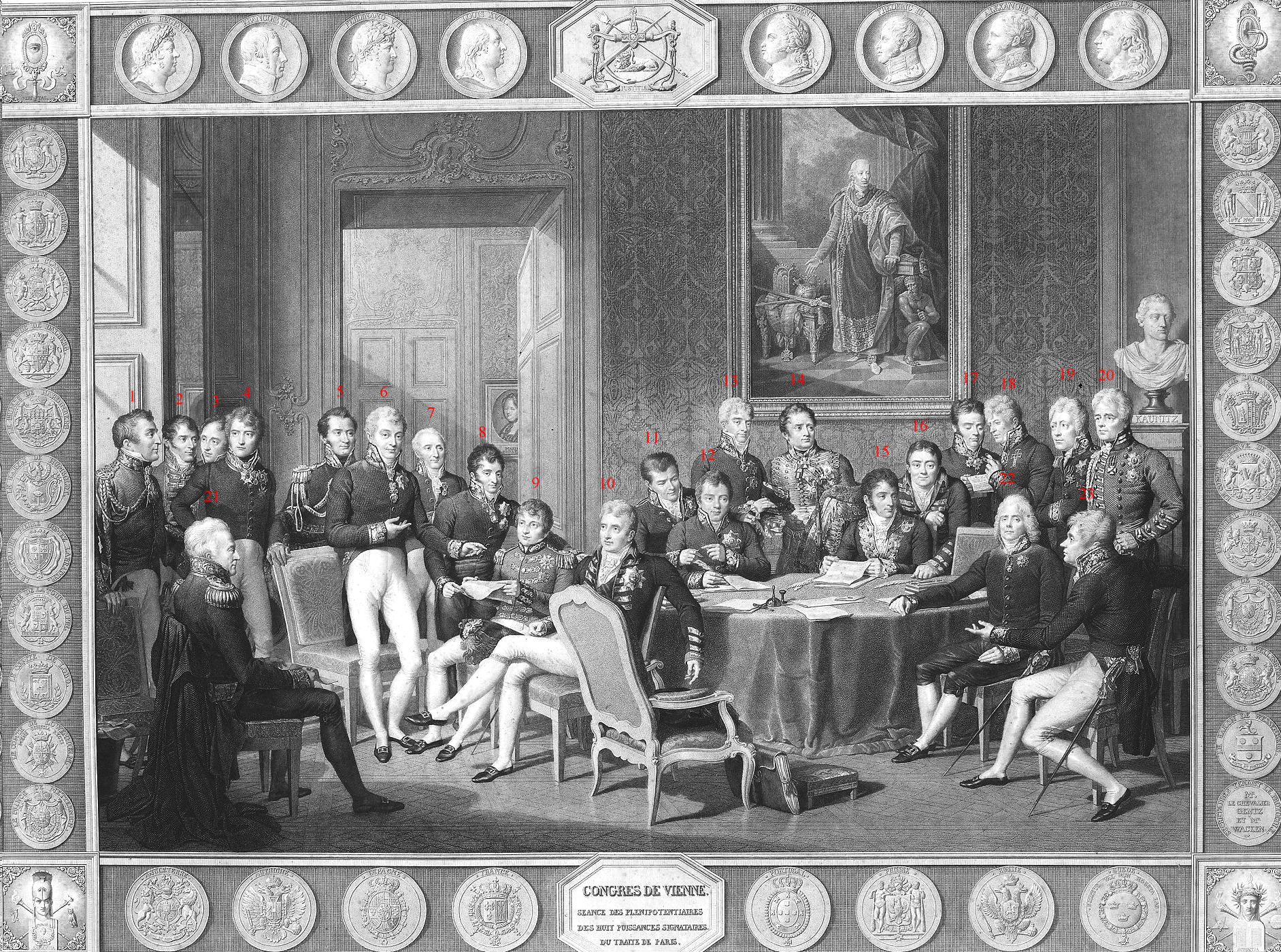
Le Congrès de Vienne par Jean-Baptiste Isabey (1819). Le congrès était en fait une série de rencontres en face à face entre les puissances coloniales. Il a servi à diviser et à se réapproprier les possessions impériales et à affirmer la primauté de l'Empire britannique.

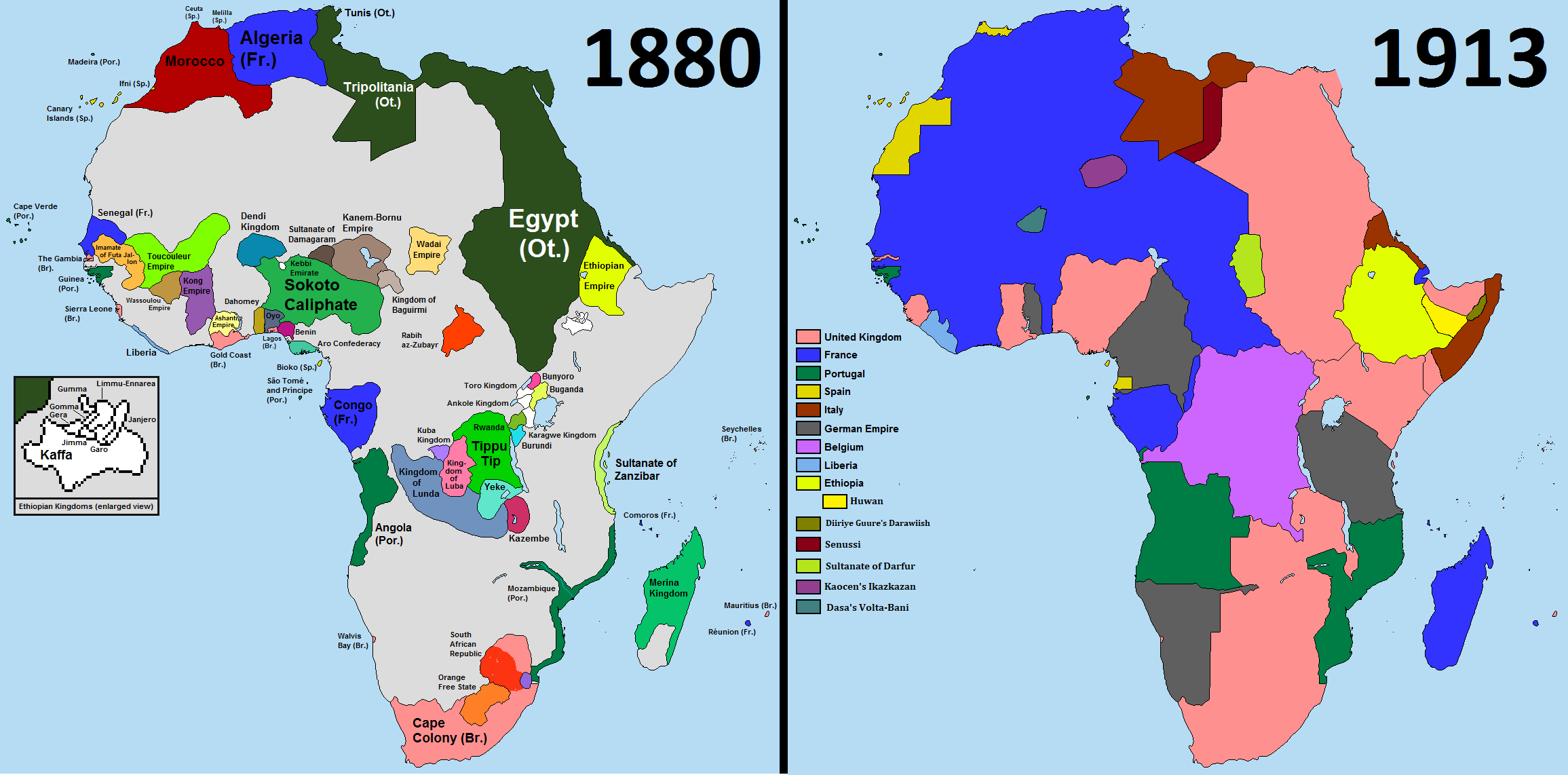
Comparaison de l'Afrique dans les années 1880 et 1913.

Dans le contexte historique, le nouvel impérialisme caractérise une période d'expansion coloniale des puissances d'Europe occidentale, des États-Unis, de la Russie et du Japon qui prend place entre la fin du xixe siècle et le début du xxe siècle, période caractérisée par une poursuite sans précédent des acquisitions territoriales à un niveau planétaire. 
À l'époque, ces États s'attachaient à construire et développer leurs empires grâce aux nouvelles avancées et aux nouveaux développements technologiques, à étendre leur territoire par la conquête et à exploiter les ressources des pays assujettis. Pendant l'ère du nouvel impérialisme, les puissances occidentales (et le Japon) ont conquis individuellement presque toute l'Afrique et certaines parties de l'Asie. La nouvelle vague d'impérialisme reflétait les rivalités permanentes entre les grandes puissances, le désir économique de nouvelles ressources et de nouveaux marchés, et une éthique de « mission civilisatrice ». De nombreuses colonies établies à cette époque ont obtenu leur indépendance pendant la période de décolonisation qui a suivi la Seconde Guerre mondiale, mais qui trouve son ancrage dans le droit des peuples à disposer d'eux-mêmes énoncé entre autres dès 1917 par Woodrow Wilson.
Le qualificatif « nouveau » est utilisé pour différencier l'impérialisme moderne des activités impériales antérieures, telles que la première vague de colonisation européenne entre 1402 et 1815. Lors de la première vague de colonisation, les puissances européennes ont conquis et colonisé les Amériques et la Sibérie ; elles ont ensuite établi d'autres avant-postes en Afrique et dans diverses régions d'Asie et en Océanie.
Cette vision doit être nuancée sur le plan chronologique : entre 1933 et 1945, deux puissances militaires, héritières contrariées de ce nouvel impérialisme, vont affirmer leur expansion territoriale, avec à l'ouest, le Troisième Reich, et à l'est, l'empire du Japon.